# Greenpoint Avenue
Greenpoint Avenue è una fermata della metropolitana di New York situata sulla linea IND Crosstown. Nel 2019 è stata utilizzata da 3 089 912 passeggeri. È servita dalla linea G, attiva 24 ore su 24.

## Storia
La stazione fu aperta il 19 agosto 1933.

## Strutture e impianti
La stazione è sotterranea, ha due banchine laterali e due binari. È posta al di sotto di Manhattan Avenue e possiede cinque ingressi, tre all'incrocio con Greenpoint Avenue e due sul lato sud dell'incrocio con India Street.

## Interscambi
La stazione è servita da alcune autolinee gestite da NYCT Bus.
- Fermata autobus